# 1022
Évszázadok: 10. század – 11. század – 12. század
Évtizedek: 970-es évek – 980-as évek – 990-es évek – 1000-es évek – 1010-es évek – 1020-as évek – 1030-as évek – 1040-es évek – 1050-es évek – 1060-as évek – 1070-es évek
Évek: 1017 – 1018 – 1019 – 1020 –  1021 – 1022 – 1023 – 1024 – 1025 – 1026 – 1027

## Események
- III. Anund Jakab svéd király trónra lépése.
- A paviai szinóduson megtiltják a házasságot és az ágyasok tartását aldiakónustól felfelé minden egyházi személyeknek.[1]

## Halálozások
- III. Olaf (Olof Skötkonung) svéd király.